# Jakob Sandtner
Jakob Sandtner (* in Straubing) war ein Drechslermeister, der im 16. Jahrhundert lebte. Er fertigte für seine Zeit erstaunlich präzise Stadtmodelle einiger bayerischer Städte an. Die Modelle sind bedeutende kulturhistorische Dokumente und zählen zu den ältesten verlässlichen Stadtmodellen.

## Leben
Sandtners Geburtsjahr ist nicht überliefert. Die erste urkundliche Erwähnung Sandtners stammt aus dem Jahr 1561. Es ist davon auszugehen, dass er zu diesem Zeitpunkt bereits ein etablierter Drechsler war; möglicherweise war er schon verheiratet. Offenbar ohne Auftrag fertigte er aus Lindenholz ein maßstabsgetreues und bis in kleinste Detail richtig vermessenes Modell von Straubing an. Wie auch bei seinen späteren Modellen nahm er sich dabei aber die Freiheit, Straßen der Übersichtlichkeit halber etwas zu verbreitern und wichtige Gebäude zur Hervorhebung in einem etwas größeren Maßstab darzustellen.
Als das Stadtmodell 1568 fertiggestellt war und der bayerische Herzog Albrecht V. von dem Modell seiner Residenzstadt erfuhr, kaufte er es. Er war sehr interessiert an der Erfassung seines Territoriums, die durch neue Erkenntnisse in der Topografie in bis dato ungekannter Präzision möglich war. Einige Jahre zuvor hatte Albrecht schon den Mathematiker Philipp Apian dazu verpflichtet, eine Karte von Bayern zu erstellen. Sandtner erhielt von Albrecht nacheinander den Auftrag, weitere Stadtmodelle für die übrigen Residenzstädte München, Landshut, Ingolstadt und Burghausen anzufertigen und dabei einen detaillierteren Maßstab als beim Straubinger Modell zu verwenden. Sie waren als Schmuckstücke für die von Albrecht um 1563/67 eingerichtete Kunstkammer in München gedacht und wurden nach ihrer Fertigstellung dort als Teil der Bavaria illustrata, der unter anderem auch die Bairischen Landtafeln Apians angehörten, aufgestellt. Außerdem wollte Albrecht mit den Modellen auch seinen Machtanspruch über die Residenzstädte der seit dem Ende des Landshuter Erbfolgekriegs 1506 wiedervereinigten bayerischen Herzogtümer zum Ausdruck bringen.
Sandtner verlegte in diesen Jahren seinen Wohnsitz nach München, wo Albrecht für seinen Unterhalt aufkam. Über die Arbeitsweise Sandtners ist nicht viel bekannt, aber aufgrund der hohen Detailtreue der Modelle muss die Fertigung von umfangreichen Vermessungen begleitet worden sein. Außerdem wurde Sandtner wohl von Gehilfen unterstützt, denn bereits 1574 war das letzte Modell vollendet. Ab 1576 war Sandtner unter den Werkleuten am herzöglichen Hof beschäftigt. Als Albrecht 1579 starb, kam sein Sohn Wilhelm V. an die Macht. Er kündigte Sandtner im darauffolgenden Jahr. Der Auslöser für diese Entscheidung war möglicherweise auch die schlechte finanzielle Lage des Hofes. Sandtner zog daraufhin mit seiner Frau und seinen Kindern nach Ingolstadt und verdingte sich als Seifensieder. Die Quellen berichten, dass Sandtner sich auf eine Reise nach Venedig begab – danach verlieren sich seine Lebensspuren. Sandtner hinterließ vier Kinder.

## Stadtmodelle

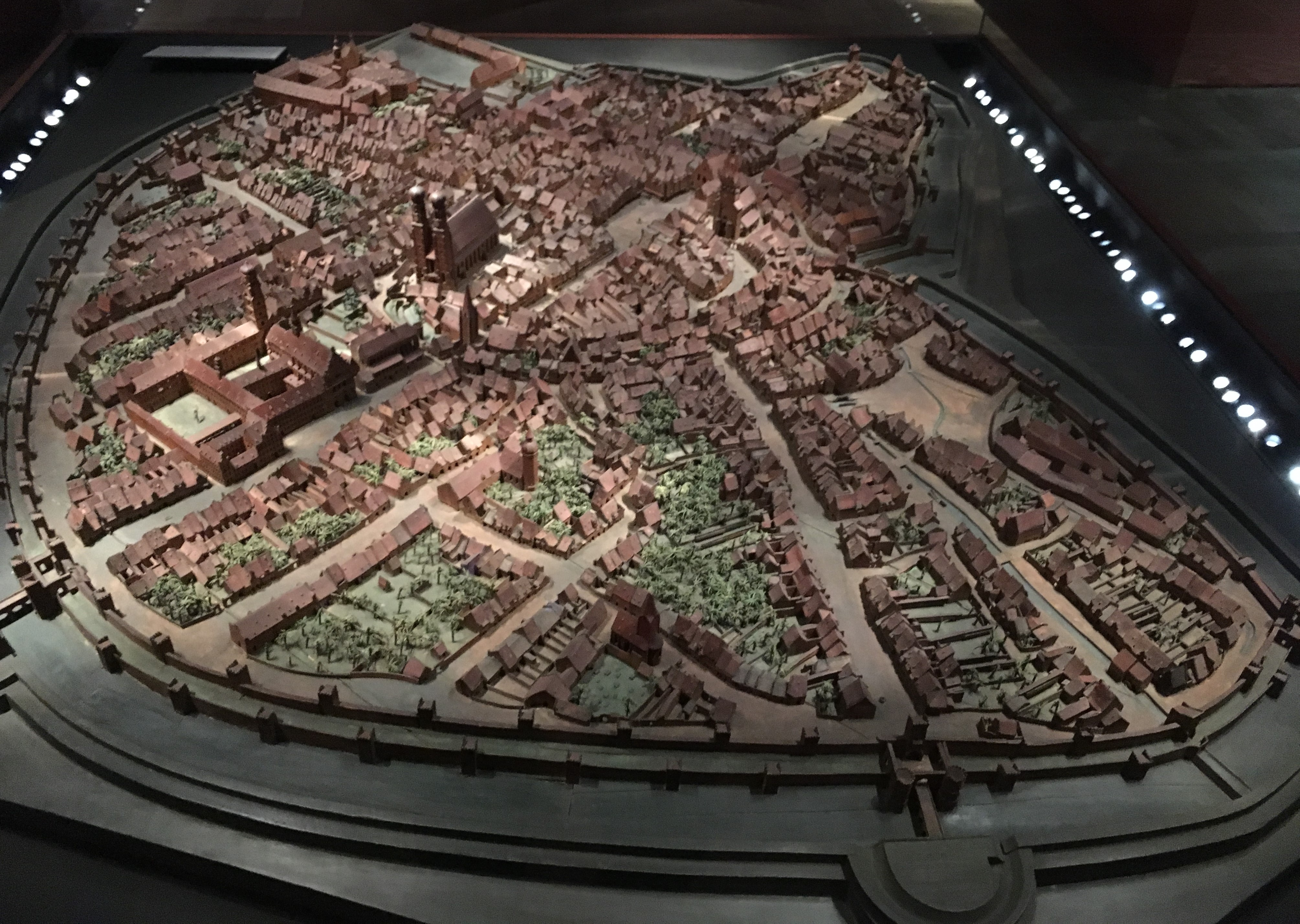
Stadtmodell von München

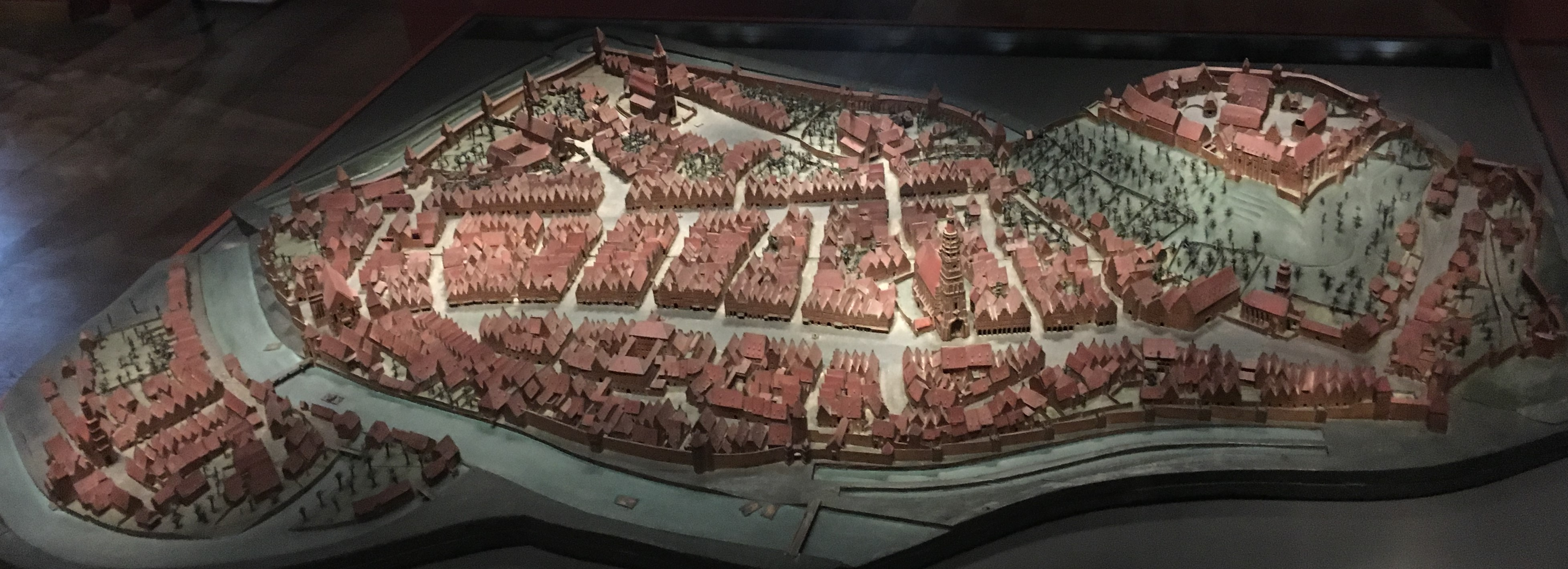
Stadtmodell von Landshut

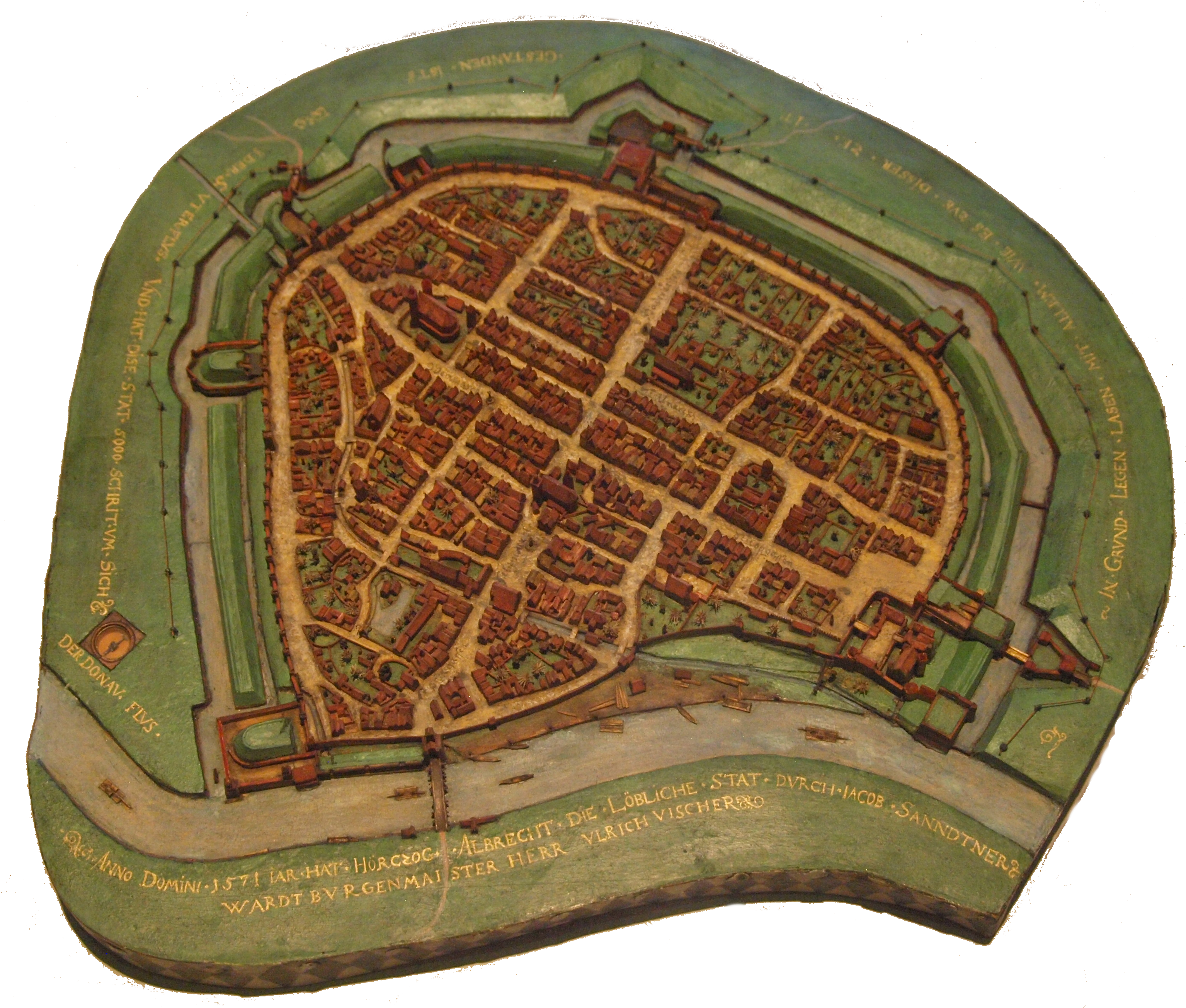
Kleines Stadtmodell von Ingolstadt

Die Modelle der bayerischen Residenzstädte stehen heute im Bayerischen Nationalmuseum in München. Diese sind im Einzelnen:
- Straubing, 1568, Maßstab 1:1666
Eine Kopie des Straubinger Stadtmodells ist in der Eingangshalle des Gäubodenmuseums in Straubing aufgestellt.
- München, 1570, Maßstab 1:616
Kurfürst Maximilian I. ließ in das Münchner Modell nachträglich zwei Gebäudekomplexe einfügen: Das Jesuitenkolleg mit der Michaeliskirche sowie die erweiterten Residenzgebäude. Eine Kopie des Münchner Stadtmodells befindet sich im Münchner Stadtmuseum.
- Landshut, 1570, Maßstab 1:750
- Ingolstadt, 1572/73, Maßstab 1:685, das sogenannte Große Stadtmodell im Auftrag des Herzog Albrechts V., und 1571 ein kleineres im Auftrag des Stadtrates von Ingolstadt. Das kleine Modell, sowie eine Kopie des Großen Stadtmodells befinden sich im Stadtmuseum Ingolstadt.[3]
- Burghausen, 1574, Maßstab 1:662

Im 1598 von Johann Baptist Fickler erstellten Inventar der Kunstkammer taucht auch ein Stadtmodell von Jerusalem auf, auch dieses steht heute im Nationalmuseum. Es ist weder signiert noch datiert, weist aber markante Gemeinsamkeiten in der Herstellungsweise zu den übrigen Modellen auf, so dass davon auszugehen ist, dass auch dieses von Sandtner stammt und etwa um 1570 angefertigt wurde. Dabei handelt es sich aber um ein fiktives Bild, ein sogenanntes Idealmodell, nicht um ein reales Abbild, das verschiedenste Architekturstile in einem rechtwinkligen Straßenraster mischt.
Sandtner scheint auch ein Modell von Rhodos angefertigt zu haben, das jedoch nicht in der Kunstkammer aufbewahrt wurde und verloren gegangen ist.